# Église du Nazaréen

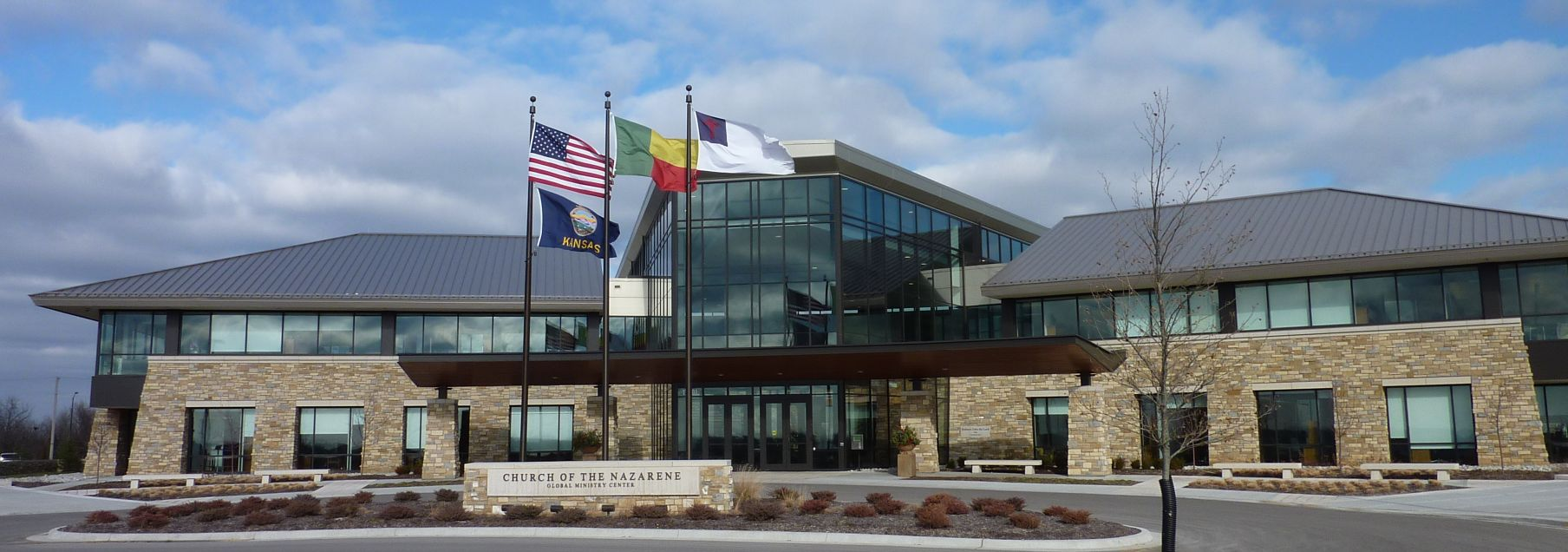
Siège de l'Église du Nazaréen à Lenexa, Kansas.

Pour les articles homonymes, voir Nazaréen.
L'Église du Nazaréen (Church of the Nazarene) est une confession chrétienne méthodiste, issue du mouvement de sanctification. Elle est membre du Conseil méthodiste mondial. Son siège est situé à Lenexa, Kansas.

## Histoire
Elle est fondée sous le nom de l'Église Pentecôtiste du Nazaréen en 1908 au Texas de la réunion de plusieurs petites églises wesleyennes. C'est en 1919 que l'Église prend le nom de l'Église du Nazaréen parce que le mot « pentecôtiste » avait acquis entre-temps une nouvelle connotation.
Selon un recensement de la confession, en 2022, elle aurait 2 666 845 membres et 23 803 églises .

## Croyances
La confession a des croyances du mouvement de sanctification  et est membre du Conseil méthodiste mondial .

## Sacrements
L'Église reconnait 2 principaux sacrements, le baptême et la communion. Le pédobaptisme, ou baptême des nouveau-nés et des jeunes enfants, est également pratiqué,.